# Abanoeti
Abanoeti (en georgiano: აბანოეთი) es una aldea de Georgia ubicada en el sur de la región de Racha-Lechjumi y Baja Esvanetia, siendo parte del municipio de Ambrolauri. 

## Toponimia
Anteriormente Abanoeti se conocía como Mikartsminda (en georgiano: მიქარწმინდა). 

## Geografía
Abanoeti se encuentra a unos 11 kilómetros al oeste del centro municipal Ambrolauri, a una altitud de 820 metros sobre el nivel del mar en una colina con vista al río Rioni. Es parte de la comunidad administrativa de Bugueuli (თემი, temi) que incluye otros 5 pueblos cercanos.

## Demografía
Según el censo de 2014, Abanoeti tenía una población de 102 habitantes, y todos eran de etnia georgiana.

## Infraestructura

### Arquitectura, monumentos y lugares de interés

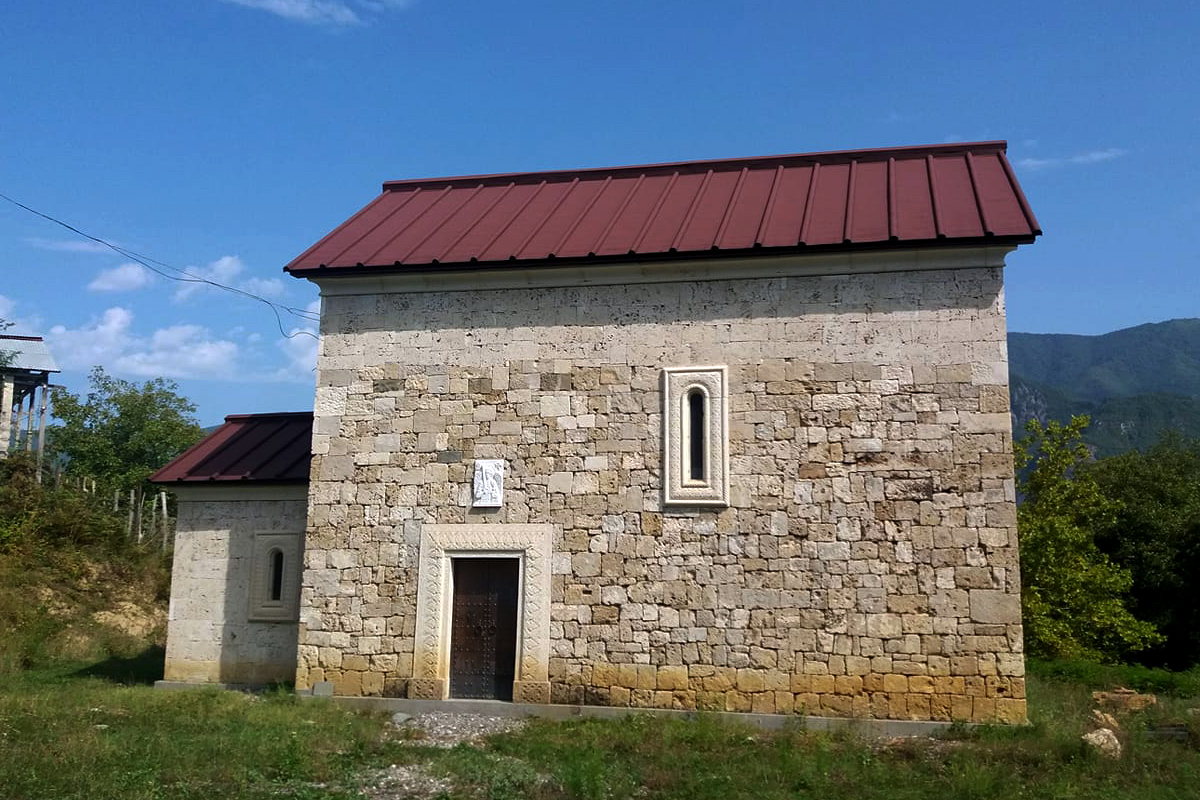
Iglesia de Mikartsminda

El nombre histórico de Abanoeti es Mikartsminda (georgiano: en georgiano: მიქარწმინდა), llamada así por un monasterio del siglo X que una vez estuvo aquí. Nombrado en honor al Arcángel Miguel, el monasterio es uno de los monumentos más antiguos de la arquitectura georgiana. Sin embargo, del monasterio en sí solo quedan los cimientos. Este templo fue reconstruido en el siglo XVIII y fue una de las iglesias de salón más grandes de Racha. La antigua iglesia se distinguió, según la historiografía, por sus singulares frescos y santuarios. La iglesia actual fue restaurada por última vez en 2012.